# Ally Mtoni
Ally Abdulkarim Mtoni (ur. 21 czerwca 1995 w Dar es Salaam – zm. 11 lutego 2022 tamże) – tanzański piłkarz grający na pozycji obrońcy.

## Kariera klubowa
Swoją karierę piłkarską Mtoni rozpoczął w klubie Kagera Sugar FC. W 2012 roku zadebiutował w nim w tanzańskiej pierwszej lidze. W 2016 przeszedł do Lipuli FC, w którym grał przez trzy lata. W latach 2019–2022 był piłkarzem Young Africans SC. W sezonach 2019/2020 i 2020/2021 wywalczył dwa wicemistrzostwa, a w sezonie 2021/2022 mistrzostwo Tanzanii.

## Kariera reprezentacyjna
W reprezentacji Tanzanii Mtoni zadebiutował 18 listopada 2018 roku w przegranym 0:1 meczu kwalifikacji do Pucharu Narodów Afryki 2019 z Lesotho, rozegranym w Maseru. W 2019 roku powołano go do kadry na Puchar Narodów Afryki 2019. Rozegrał w nim jeden mecz grupowy, z Algierią (0:3). Od 2018 do 2019 rozegrał w kadrze narodowej 3 mecze.